# داني لوبيز
داني لوبيز (بالإنجليزية: Danny Lopez)‏ مواليد 6 يوليو 1952 في يوتا، الولايات المتحدة، هو ملاكم أمريكي يصنف ضمن فئة وزن الريشة.

## إحصائيات
خاض خلال مسيرته 48 نزالا، فاز في 42 وتعادل في 0 وخسر في 6. فاز بالضربة القاضية في 39 نزالا.

## روابط خارجية
- داني لوبيز على موقع IMDb (الإنجليزية)
- داني لوبيز على موقع الموسوعة البريطانية (الإنجليزية)
- داني لوبيز على موقع أول موفي (الإنجليزية)
- داني لوبيز على موقع قاعدة بيانات الفيلم (الإنجليزية)
- داني لوبيز على موقع كينوبويسك (الروسية)
- داني لوبيز على موقع بوكس ريك (الإنجليزية) (registration required)
- داني لوبيز على موقع قاعة كاليفورنيا للمشاهير الرياضية (الإنجليزية)